# Liste der Kulturdenkmäler in Stierstadt
Die folgende Liste enthält die in der Denkmaltopographie ausgewiesenen Kulturdenkmäler auf dem Gebiet  der  Stadt Oberursel, Ortsteil Stierstadt, Hochtaunuskreis, Hessen.
Hinweis: Die Reihenfolge der Denkmäler in dieser Liste orientiert sich zunächst an Stadtteilen und anschließend der Anschrift, alternativ ist sie auch nach der Bezeichnung, der vom Landesamt für Denkmalpflege vergebenen Nummer oder der Bauzeit sortierbar.
Kulturdenkmäler werden fortlaufend im Denkmalverzeichnis des Landes Hessen durch das Landesamt für Denkmalpflege Hessen auf Basis des Hessischen Denkmalschutzgesetzes (HDSchG) geführt. Die Schutzwürdigkeit eines Kulturdenkmals hängt nicht von der Eintragung in das Denkmalverzeichnis des Landes Hessen oder der Veröffentlichung in der Denkmaltopographie ab.

## Stierstadt
| Bild                                                   | Bezeichnung                                            | Lage                                                                          | Beschreibung | Bauzeit | Objekt-Nr. |
| ------------------------------------------------------ | ------------------------------------------------------ | ----------------------------------------------------------------------------- | ------------ | ------- | ---------- |
| weitere Bilder                                         | Fachwerkwohnhaus Erbsengasse 4                         | Stierstadt, Erbsengasse 4 LageFlur: 3, Flurstück: 84/1                        |              |         | 100320 DDB |
| Erbsengasse 8                                          | Wohnhaus Erbsengasse 8                                 | Stierstadt, Erbsengasse 8 LageFlur: 3, Flurstück: 86791                       |              |         | 100321 DDB |
| weitere Bilder                                         | Straßenpflaster                                        | Stierstadt, Fahrgasse ohne Nummer LageFlur: 3, Flurstück: 3851/1              |              |         | 100322 DDB |
| weitere Bilder                                         | Fachwerkwohnhaus Fahrgasse 1                           | Stierstadt, Fahrgasse 1 LageFlur: 5, Flurstück: 38/112                        |              | 1735    | 100323 DDB |
| weitere Bilder                                         |                                                        | Stierstadt, Fahrgasse 2/3 LageFlur: 3, Flurstück: 100, 98                     |              |         | 100325 DDB |
| weitere Bilder                                         | Torpfosten                                             | Stierstadt, Fahrgasse 6 LageFlur: 3, Flurstück: 53/96                         |              |         | 100324 DDB |
| weitere Bilder                                         | Heiligenhäuschen                                       | Stierstadt, Gartenstraße ohne Nummer LageFlur: 5, Flurstück: 125              |              |         | 100798 DDB |
| Westturm mit Mauerresten der alten katholischen Kirche | Westturm mit Mauerresten der alten katholischen Kirche | Stierstadt, Gartenstraße (St.-Sebastian-Straße) LageFlur: 4, Flurstück: 111/3 |              |         | 737938 DDB |
| weitere Bilder                                         | Ehrenmal                                               | Stierstadt, Gartenstraße (St.-Sebastian-Straße) LageFlur: 4, Flurstück: 111/3 |              |         | 737938 DDB |
| weitere Bilder                                         |                                                        | Stierstadt, Gartenstraße 14 LageFlur: 3, Flurstück: 90                        |              |         | 100327 DDB |
| weitere Bilder                                         |                                                        | Stierstadt, Gartenstraße 21 LageFlur: 4, Flurstück: 109/1                     |              |         | 100328 DDB |
| weitere Bilder                                         |                                                        | Stierstadt, Gartenstraße 23 LageFlur: 4, Flurstück: 110/3, 33/109             |              |         | 100329 DDB |
| weitere Bilder                                         | ehemaliges Schwesternwohnhaus                          | Stierstadt, Gartenstraße 31 LageFlur: 8, Flurstück: 66                        |              |         | 100330 DDB |
| Stierstadt, Gartenstraße 31, Kreuz                     | Wegekreuz                                              | Stierstadt, Gartenstraße 31 LageFlur: 8, Flurstück: 66                        |              |         | 100330 DDB |
| Neugasse 3                                             |                                                        | Stierstadt, Neugasse 3 LageFlur: 1, Flurstück: 21/4                           |              |         | 100812 DDB |
| Bild gesucht BW                                        |                                                        | Stierstadt, Schulzengasse 1 LageFlur: 3, Flurstück: 61/1                      |              |         | 100331 DDB |
| weitere Bilder                                         | Wohnhaus Schulzengasse 2                               | Stierstadt, Schulzengasse 2 LageFlur: 3, Flurstück: 62/2                      |              |         | 100332 DDB |
| weitere Bilder                                         | Wegekreuz                                              | Stierstadt, Stierstadter Straße ohne Nummer LageFlur: 3, Flurstück: 3846/1    |              |         | 100334 DDB |
| Bild gesucht BW                                        | Wohnhaus Untergasse 3                                  | Stierstadt, Untergasse 3 LageFlur: 1, Flurstück: 22                           |              |         | 100335 DDB |
| weitere Bilder                                         | Wohnhaus Untergasse 12                                 | Stierstadt, Untergasse 12 LageFlur: 1, Flurstück: 39/2                        |              |         | 100336 DDB |